# CISD1
CISD1 (англ. CDGSH iron sulfur domain 1) – білок, який кодується однойменним геном, розташованим у людей на 10-й хромосомі. Довжина поліпептидного ланцюга білка становить 108 амінокислот, а молекулярна маса — 12 199.
| 10         |  | 20         |  | 30         |  | 40         |  | 50         |
| ---------- |  | ---------- |  | ---------- |  | ---------- |  | ---------- |
| MSLTSSSSVR |  | VEWIAAVTIA |  | AGTAAIGYLA |  | YKRFYVKDHR |  | NKAMINLHIQ |
| KDNPKIVHAF |  | DMEDLGDKAV |  | YCRCWRSKKF |  | PFCDGAHTKH |  | NEETGDNVGP |
| LIIKKKET   |  |            |  |            |  |            |  |            |

A: Аланін

C: Цистеїн

D: Аспарагінова кислота

E: Глутамінова кислота

F: Фенілаланін

G: Гліцин

H: Гістидин

I: Ізолейцин

K: Лізин

L: Лейцин

M: Метіонін

N: Аспарагін

P: Пролін

Q: Глутамін

R: Аргінін

S: Серин

T: Треонін

V: Валін

W: Триптофан

Задіяний у такому біологічному процесі, як ацетилювання. 
Білок має сайт для зв'язування з іонами металів, іоном заліза, залізо-сірчаною групою, групою 2Fe-2S. 
Локалізований у мембрані, мітохондрії, зовнішній мембрані мітохондрій.